# Ińsko
Ińsko ['iɲskɔ] (deutsch Nörenberg) ist eine Stadt in der polnischen Woiwodschaft Westpommern, Powiat Stargardzki (Kreis Stargard).

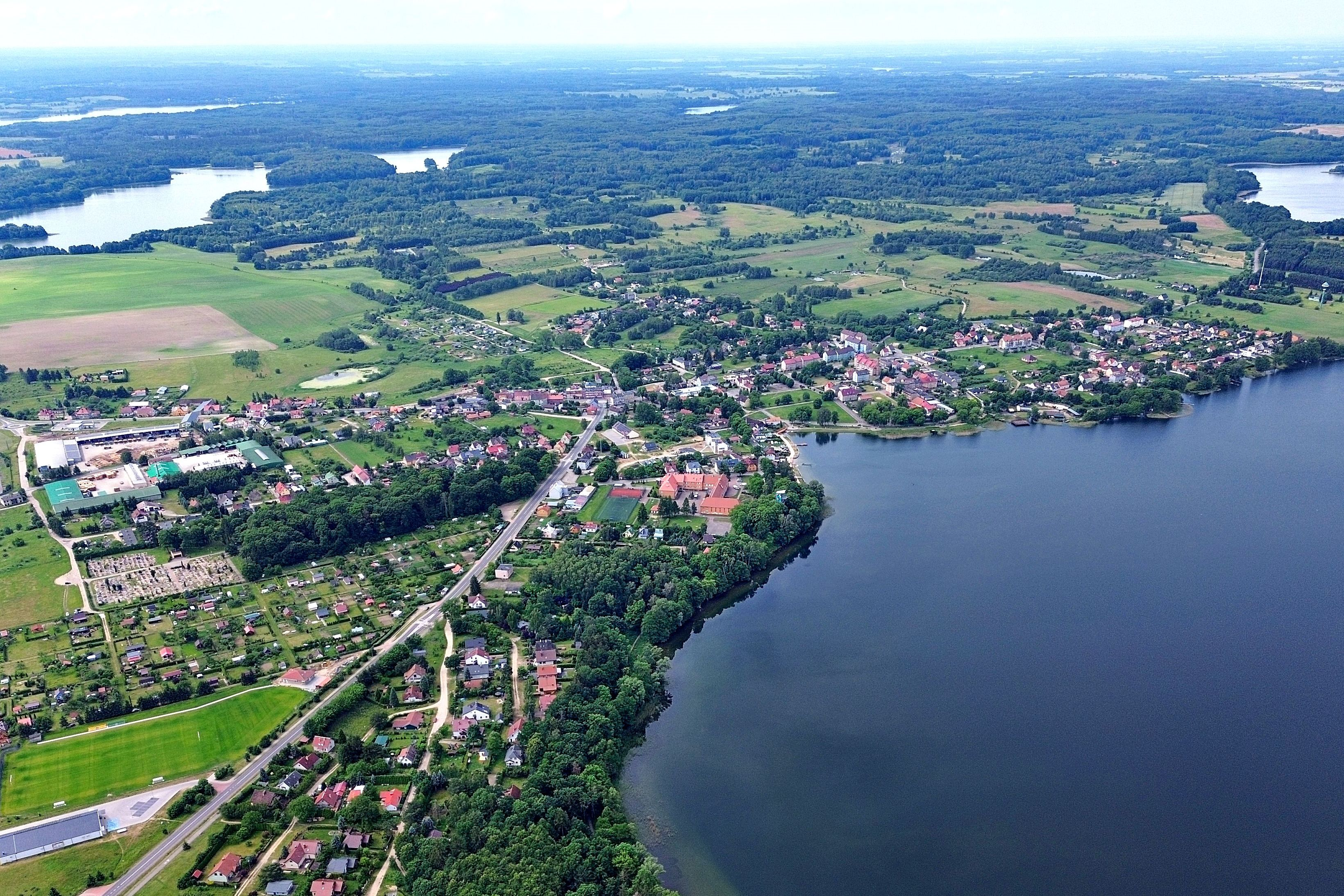
Ińsko von Nordosten

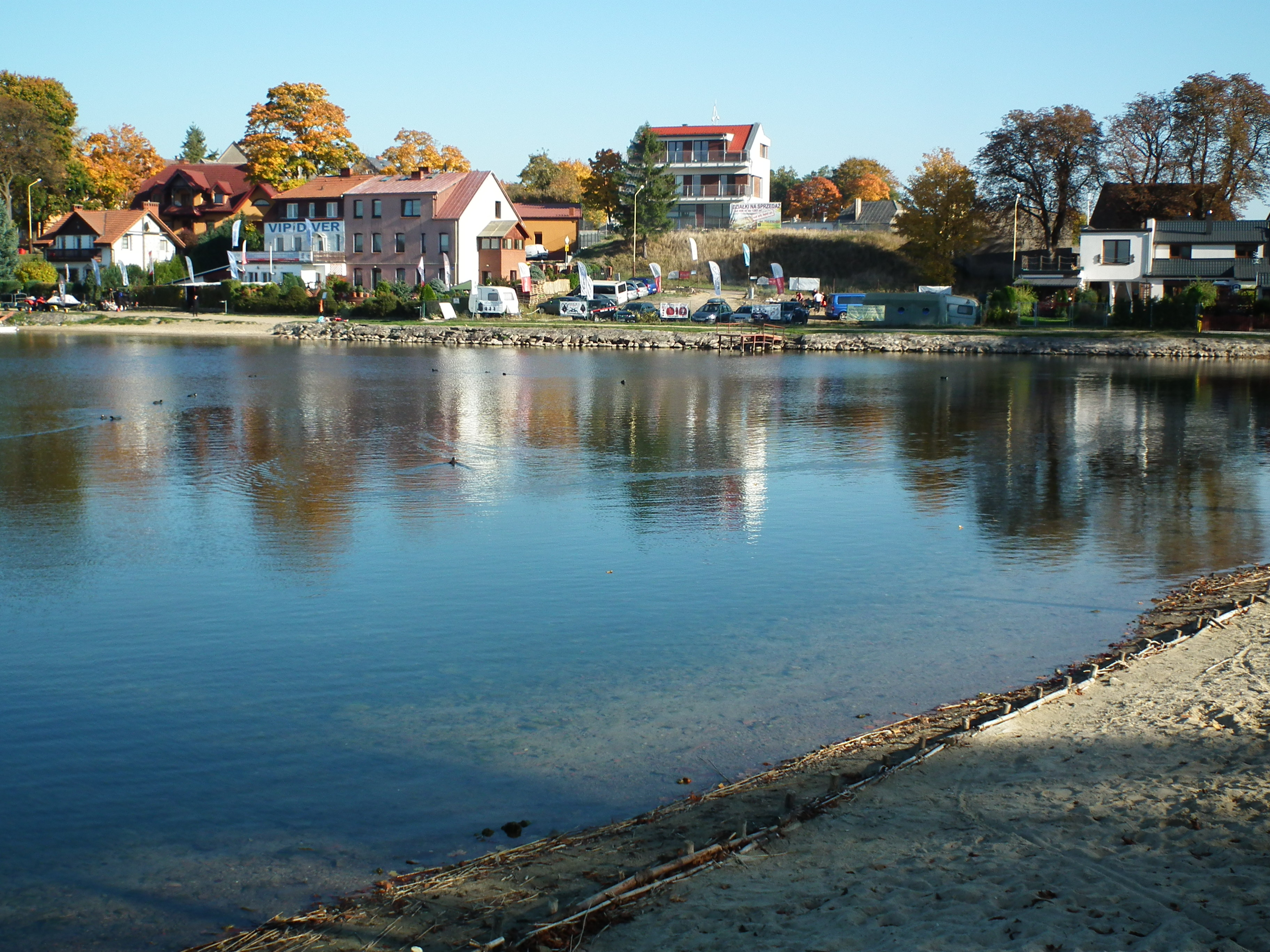
Blick über den Enzigsee (Jezioro Ińsko) auf Ińsko

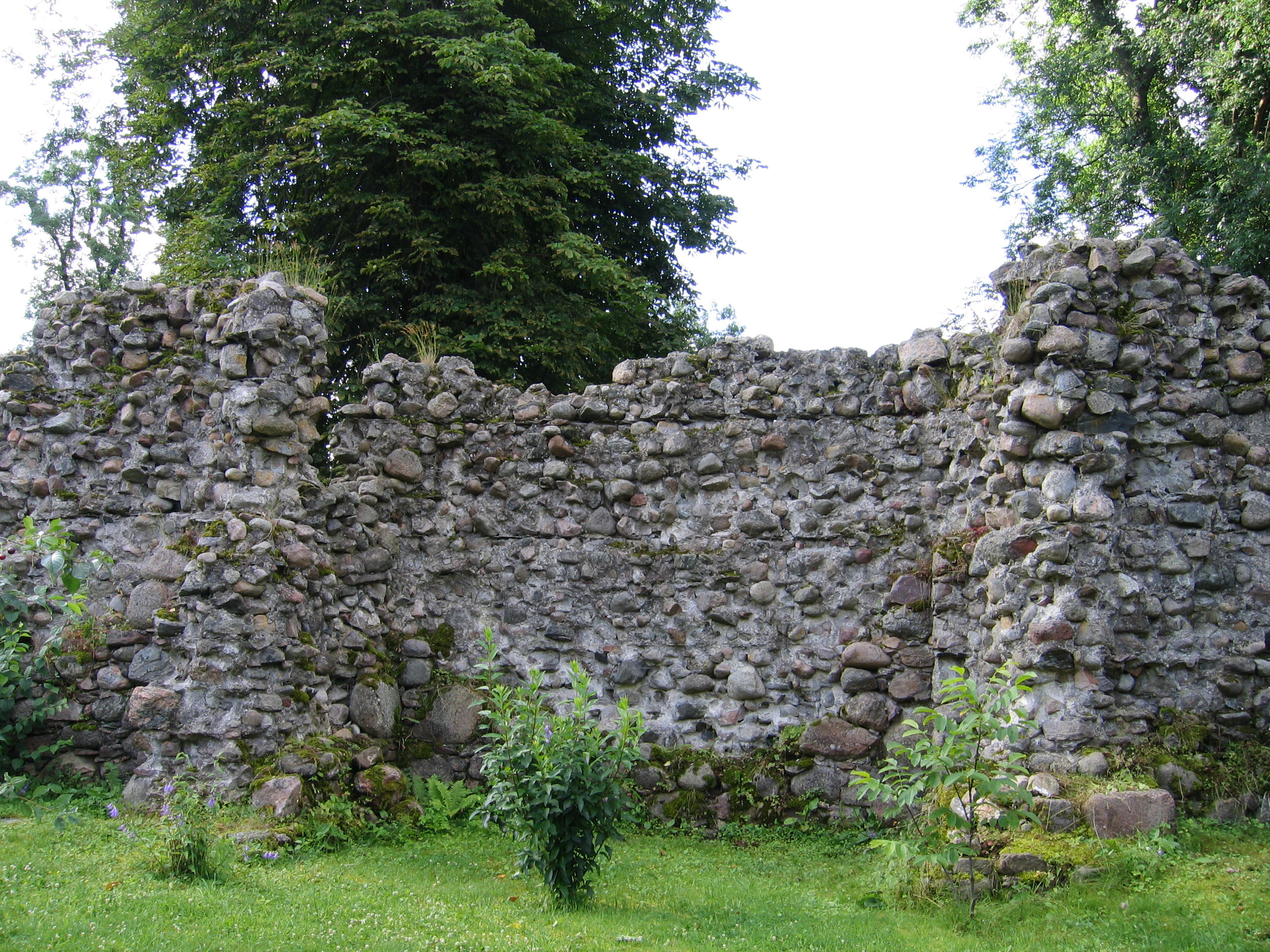
Rest der mittelalterlichen Stadtmauer

## Geographische Lage
Die Stadt liegt in Hinterpommern, 40 km östlich von Stargard an der Grenze zur Neumark am südlichen Ufer des Enzigsees (Jezioro Ińsko).

## Geschichte
Der genaue Zeitpunkt der Stadtgründung ist nicht bekannt. Er dürfte nach dem Jahre 1248 liegen, denn bei der Gründung des Klosters Marienfließ stattete Herzog Barnim I. dieses mit Ländereien aus, die bis zum Enzigsee reichten, jedoch zu dieser Zeit noch größtenteils unbesiedelt waren. Der erste urkundliche Beleg datiert von 1312, darin wird der Stadt Nörenberg für acht Jahre das Bischofsgeld erlassen. Nörenberg war Teil der Ländereien der Markgrafen von Brandenburg. Zum Ausbau der Stadtbefestigung gewährte Ludwig I. 1335 Nörenberg eine Befreiung von der Urbede auf vier Jahre, die er später um weitere fünf Jahre verlängerte.
1350 ging Nörenberg als Pfand an Henning von Wedel über, der sie vier Jahre später von Markgraf Ludwig dem Römer als Erblehen abkaufte. Nörenberg blieb zur Mitte des 17. Jahrhunderts im Besitz der Wedel, lediglich 1371 gehörte die Stadt Herzog Kasimir III.
Durch die Brüder Ludwig und Hasso von Wedel erfolgte 1372 der Bau eines Schlosses. Infolge des 1402 durch König Sigismund vollzogenen Verkaufs der Neumark an den Deutschen Orden wurde Nörenberg in die Kriegshandlungen zwischen den Ordensrittern und Polen-Litauen hineingezogen. 1421 fielen die Polen ein und plünderten die Stadt und das Schloss.
In Nörenberg, das seit 1454 wieder brandenburgisch geworden war, erfolgte 1530 die Reformation und das Dominikanerkloster wurde aufgelöst. Durch den Dreißigjährigen Krieg erlitt der Ort schwere Schäden. Im Jahre 1682 fiel der Kirchturm ein und den Nörenbergern fehlte das Geld für den Wiederaufbau, so dass lediglich ein Glockenstuhl errichtet werden konnte. Seit 1775 wurden die von Götze und Bornstedt neue Schlossherren.

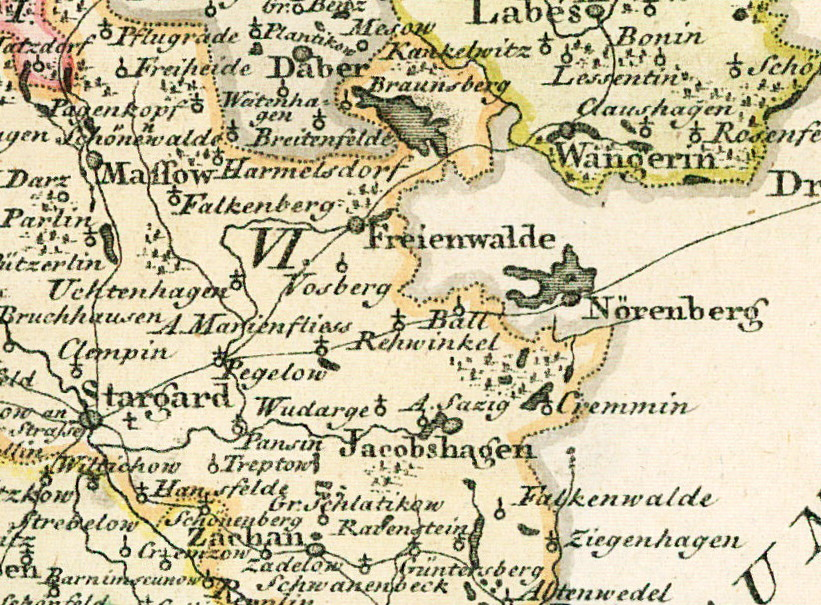
Nörenberg nahe der pommerschen Grenze zur Neumark, östlich von Stargard in Pommern, auf einer Landkarte von 1794
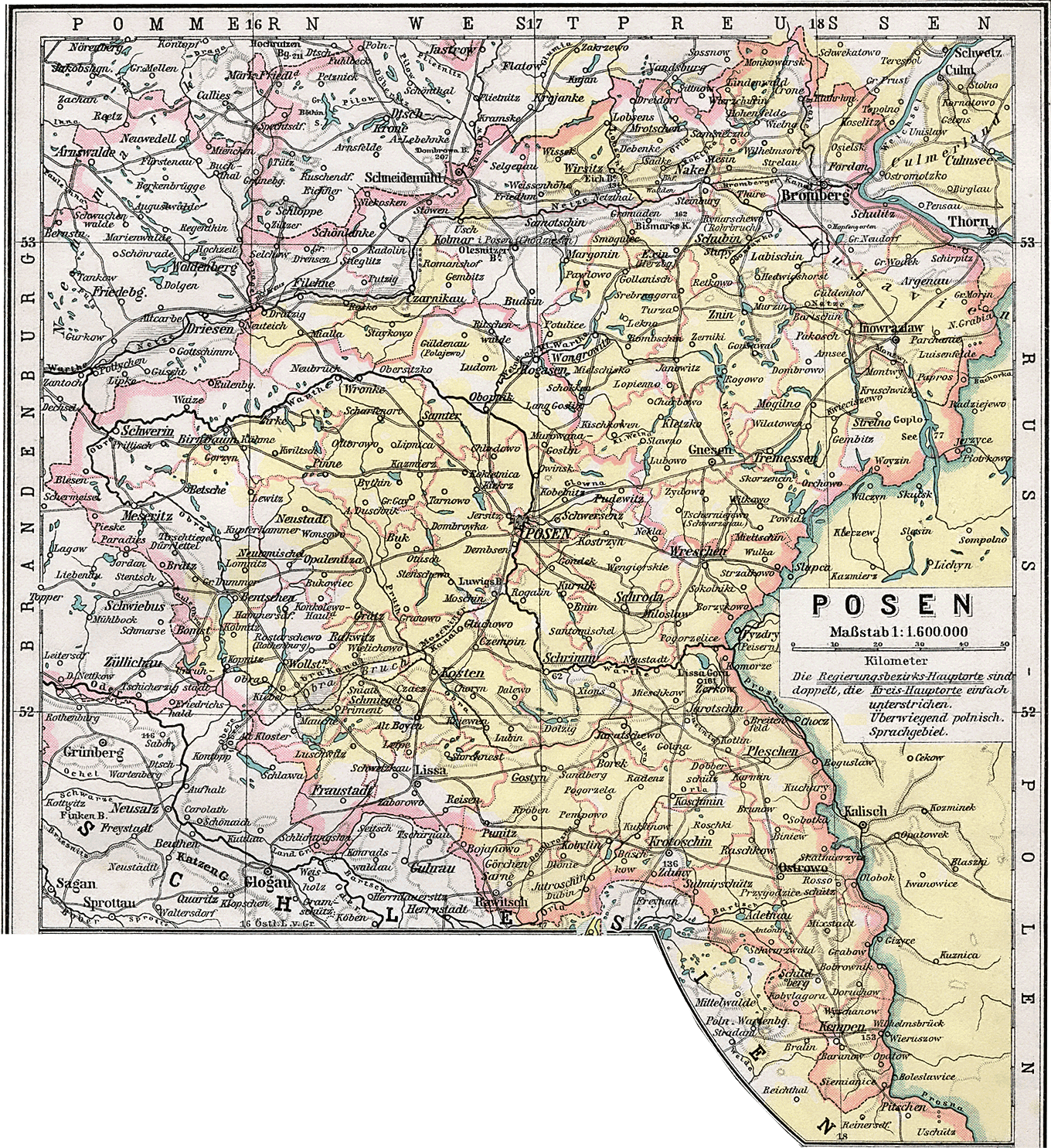
Nörenberg nordwestlich von Schneidemühl und nördlich von Arnswalde auf einer Landkarte der Provinz Posen von 1905 (gelb markierte Flächen kennzeichnen Gebiete mit seinerzeit mehrheitlich polnischsprachiger Bevölkerung)
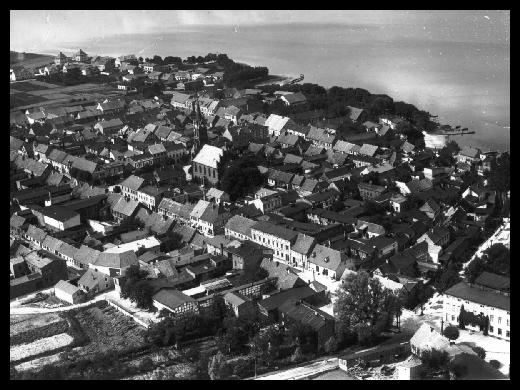
Altstadt von Nörenberg vor dem Zweiten Weltkrieg
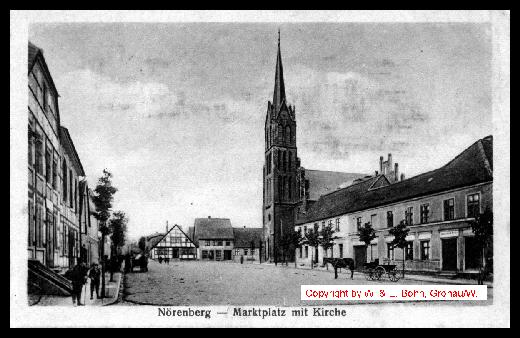
Marktplatz und Stadtkirche vor dem Zweiten Weltkrieg
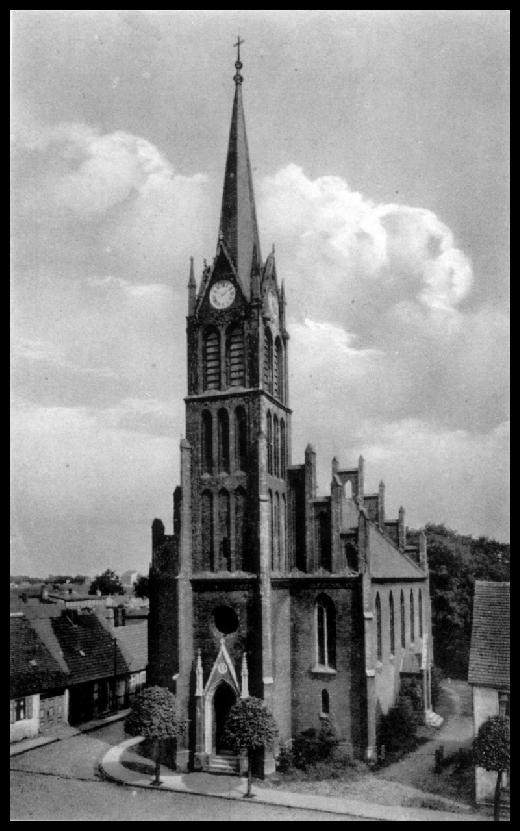
Stadtkirche, erbaut 1858/60
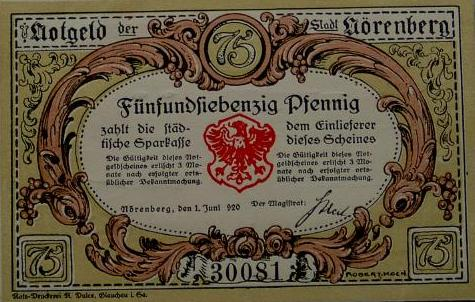
Notgeldschein der Stadt Nörenberg von 1920 (Wertseite)
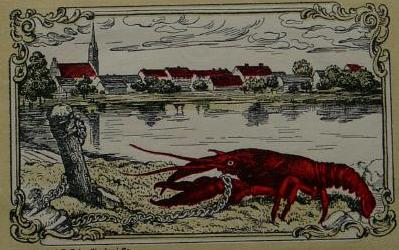
Rückseite eines Notgeldscheins der Stadt Nörenberg von 1920

Bei der Neuorganisation der Verwaltungsbezirke im Jahre 1816 wurde Nörenberg aus der Neumark herausgelöst und dem pommerschen Landkreis Saatzig zugeordnet. Bis in die Mitte des 19. Jahrhunderts sind die Hand- und Spanndienste aufrechterhalten geblieben. 1858 erfolgte der Abriss von Rathaus und Kirche, Kirchweihe für das neue Gotteshaus war am 21. Juni 1860.
Lebensgrundlagen der Bewohner bildeten hauptsächlich die Landwirtschaft und Fischerei, daneben bestanden in der Stadt etliche Handwerksbetriebe. Wegen der Lage der Stadt wurde sie seit dem Ende des 19. Jahrhunderts verstärkt zur Sommerfrische. 1896 wurde eine Schmalspurbahnstrecke der Saatziger Kleinbahnen nach Stargard in Betrieb genommen.
Am Anfang des 20. Jahrhunderts hatte Nörenberg eine evangelische Kirche, eine Synagoge und das Amtsgericht Nörenberg.
Nahe der Stadt entstand an der Bahnlinie nach Grassee zu Beginn des 20. Jahrhunderts eine Kalksandsteinfabrik. Die „Neue Kalksandstein- und Cementwarenfabrik GmbH“ gehörte bis 1933 einem jüdischen Unternehmer aus Nörenberg und wurde danach vom örtlichen Bauunternehmer Rietz erworben. In diesem Werk wurden mittels Sand, Kalk und Wasser Kalksandsteine (Mauersteine) hergestellt. Für den Transport der Kalksandsteine bestand ein eigenes Anschlussgleis.
Im Jahr 1945 gehörte Nörenberg zum Landkreis Saatzig im Regierungsbezirk Stettin der preußischen Provinz Pommern des Deutschen Reichs.
Während des Zweiten Weltkrieges wurde die Stadt am 1. März 1945 geräumt und am übernächsten Tag von der Roten Armee eingenommen. Nach der Besetzung durch die sowjetischen Truppen brach im eng bebauten Stadtkern ein Großfeuer aus, bei dem die Stadtkirche ausbrannte und die Stadt zu 60 % zerstört wurde. Nach Kriegsende wurde Nörenberg im Sommer 1945 von der sowjetischen Besatzungsmacht unter polnische Verwaltung gestellt und in Ińsko umbenannt. Es begann danach die Zuwanderung polnischer Migranten. Die deutsche Bevölkerung wurde bis etwa 1947 vertrieben.
Die kriegszerstörten Gebäude wurden später abgebrochen, so dass Nörenberg zu einem Ort ohne Stadtzentrum wurde. Von der Bebauung der Altstadt sind Reste der mittelalterlichen Stadtmauer erhalten.
Seit 1973 findet in Ińsko eine jährliche Filmschau statt – der Ińsko-Filmsommer.

## Demographie
| Jahr | Einwohner | Anmerkungen                                                                  |
| ---- | --------- | ---------------------------------------------------------------------------- |
| 1719 | 0.298     | [ 4 ]                                                                        |
| 1750 | 0.605     | [ 4 ]                                                                        |
| 1801 | 0.920     | [ 4 ]                                                                        |
| 1816 | 1043      | darunter vier Katholiken und 22 Juden                                        |
| 1831 | 1557      | darunter drei Katholiken und 29 Juden                                        |
| 1843 | 1932      | darunter acht Katholiken und 34 Juden                                        |
| 1852 | 2008      | darunter zwei Katholiken und 55 Juden                                        |
| 1861 | 2517      | darunter sieben Katholiken und 64 Juden                                      |
| 1864 | 2703      | darunter 2626 Evangelische, zehn Katholiken, sechs Dissidenten und 61 Juden  |
| 1867 | 2738      | [ 6 ]                                                                        |
| 1871 | 2667      | darunter 2596 Evangelische, 3 Katholiken und 68 Juden (sieben Nicht-Preußen) |
| 1875 | 2776      | [ 7 ]                                                                        |
| 1880 | 2926      | [ 7 ]                                                                        |
| 1905 | 2633      | davon 54 Juden                                                               |
| 1925 | 2660      | darunter 2544 Evangelische, 15 Katholiken und 40 Juden                       |
| 1933 | 2954      | [ 7 ]                                                                        |
| 1939 | 3040      | [ 7 ]                                                                        |

Im Jahr 2007 hatte die Stadt 2023 Einwohner.

### Kirche
Standort der Kirche war seit Jahrhunderten die Nordostecke des Marktplatzes. 1652 brannte der Turm und stürzte ein. Er wurde nicht wieder aufgebaut, auch nicht bei der Erweiterung der Kirche 1770.
Im Jahre 1858 wurde die alte Kirche abgebrochen und an ihrer Stelle ein neues Gotteshaus errichtet. Am 21. Juni 1860 wurde es durch den Generalsuperintendenten von Pommern, Albert Sigismund Jaspis, feierlich eingeweiht. Die bisher in einem separaten Glockenstuhl aufgehängten Glocken von 1660 bekamen nun im Turm der neuen Kirche wieder ihren Platz.
Zu Beginn des 20. Jahrhunderts gehörte Nörenberg zum evangelischen Kirchenkreis Jacobshagen (Dobrzany) in der Kirchenprovinz Pommern der Kirche der Altpreußischen Union. Der letzte deutsche Geistliche des Kirchspiels, zu dem auch die Filialgemeinden Alt Storkow (Storkowo) und Klein Grünow (Gronówko) gehörten, war Pfarrer Werner Ladwig.
Die Kirche wurde nach dem Kriege zerstört und vollständig abgetragen. Heute unterhält die katholische Kirche ein neues Gotteshaus, das dem Hl. Josef geweiht ist. Der Ort ist wieder Pfarrsitz, nun auch für die Filialgemeinden Ciemnik (Temnik), Czertyń (Zehrten) und Ścienne (Zeinicke) und ist Sitz des Dekanats Ińsko im Erzbistum Stettin-Cammin der Katholischen Kirche in Polen. Evangelische Kirchenglieder werden vom Pfarramt in Stettin aus betreut.

### Persönlichkeiten

#### Söhne und Töchter der Stadt
- Gerhard Schmidt (1904–1991), deutscher Psychiater, Neurologe und Hochschullehrer
- Dietrich Karl Ernst Fewson (1925–2004), deutscher Agrarwissenschaftler, Populationsgenetiker und Tierzüchter

## Gmina Ińsko

### Allgemeines
Die Gemeinde Ińsko hat eine Fläche von 151 km² und 3500 Einwohner. Der westliche Gemeindeteil liegt im Landschaftsschutzpark Iński Park Krajobrazowy. Etwa 5 km nordwestlich der Stadt erhebt sich der Glowacz (Kleist-Berg), der mit 179,7 m m.p.n. die höchste Erhebung der Nörenberger Seenplatte ist. 
Die Bildseite auf vielen Notgeldscheinen aus Nörenberg illustriert die Sage vom "Großen Krebs" im Enzigsee, der nachts die Steine des Kirchturms anknabberte und deswegen gefangen und vom Dorfschmied an einen Baumstumpf am Pupkenloch gekettet wurde.
Nachbargemeinden sind:
- Chociwel (Freienwalde) und Dobrzany (Jacobshagen) im Powiat Stargardzki,
- Drawsko Pomorskie (Dramburg) und Kalisz Pomorski (Kallies) im Powiat Drawski (Kreis Dramburg), und
- Węgorzyno (Wangerin) im Powiat Łobeski (Kreis Labes).

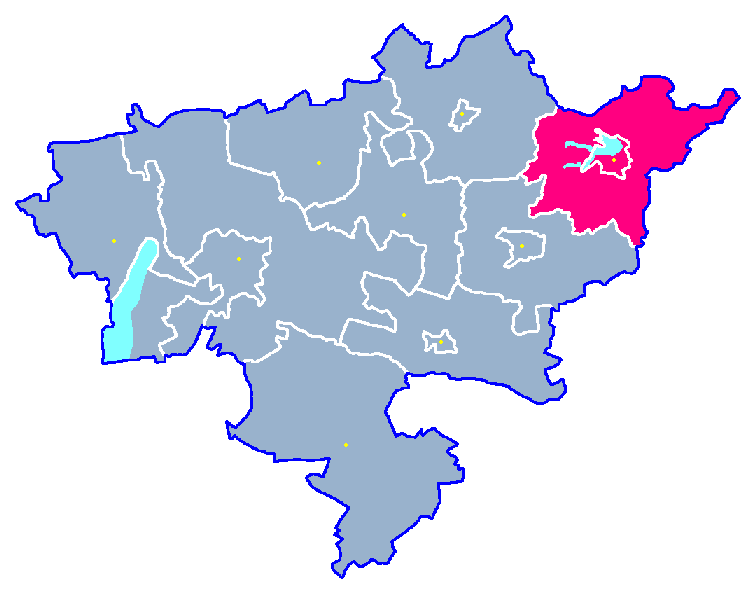
Die Lage der Gmina Ińsko im Powiat Stargardzki

### Gemeindegliederung
Zur Gmina Ińsko gehören
- eine Stadt: 
  - Ińsko (Nörenberg)

- sieben Ortsteile (Schulzenämter):
  - Ciemnik (Temnick)
  - Czertyń (Zehrten)
  - Granica (Gräbnitzfelde)
  - Linówko (Klein Lienichen)
  - Ścienne (Zeinicke)
  - Storkowo (Storkow)
  - Studnica (Grassee)

- übrige Ortschaften: 
  - Dolnik
  - Gronówko (Klein Grünow)
  - Kanice (Kanitzkamp)
  - Kleszcze (Heinrichshöhe)
  - Miałka (Werderfelde)
  - Powalice (Karlshof)
  - Nierybno
  - Waliszewo (Margarethenhof)
  - Wierzchucice (Friedrichsfeld)

### Landschaftsschutzpark
Nördlich und westlich der Stadt Ińsko erstreckt sich das 1981 eingerichtete Landschaftsschutzgebiet Ińsko (Iński Park Krajobrazowy) mit zehn Seen, von denen der Enzigsee (Jezioro Ińsko) der größte ist. Fünf Kilometer östlich von Ciemnik befindet sich die Quelle der Ihna.

### Verkehr

#### Straßen
Durch die Gmina Ińsko verläuft in Nord-Süd-Richtung die polnische Landesstraße 151, die von Świdwin (Schivelbein) nach Gorzów Wielkopolski (Landsberg a.d. Warthe) führt. Sie verbindet die Gemeinde mit wichtigen Straßen:
- im Norden: DK 20 Stargard (Stargard in Pommern) – Gdynia (Gdingen) (ehemalige deutsche Reichsstraße 158), und
- im Süden: DK 10 Lubieszyn (Neu Linken) an der deutsch-polnischen Grenze – Płońsk (Plöhnen) (ehemalige Reichsstraße 104).

#### Schienen
Während früher eine Strecke der Saatziger Kleinbahnen das jetzige Gemeindegebiet durchzog, ist heute kein Bahnanschluss mehr vorhanden.